# Para (wieś)
Para (biał. Парэ; ros. Паре) – wieś na Białorusi, w obwodzie brzeskim, w rejonie pińskim, w sielsowiecie Łasick, nad Prostyrem i przy granicy z Ukrainą.
Wieś graniczy z Rezerwatem Krajobrazowym Prostyr.
W miejscowości znajduje się kaplica prawosławna pw. św. Mikołaja Cudotwórcy z ok. 1902 r.

## Historia
W dwudziestoleciu międzywojennym leżała w Polsce, w województwie poleskim, w powiecie pińskim, w gminie Chojno. Po II wojnie światowej w granicach Związku Sowieckiego. Od 1991 w niepodległej Białorusi.